# Brian Robison
Brian Gale Robison (Houston, 27 aprile 1983) è un giocatore di football americano statunitense che gioca nel ruolo di defensive end per i Minnesota Vikings della National Football League (NFL). Scelto dai Vikings nel corso del quarto giro (102º assoluto) del Draft NFL 2007, in precedenza aveva giocato a football per i Longhorns dell'Università del Texas a Austin.

## Carriera universitaria
Dopo aver frequentato la Splendora High School, presso la quale venne inserito nell'All-State football-team, giocando da titolare nel ruolo di defensive tackle il primo anno e di linebacker nei successivi tre, Robison accettò la proposta dell'Università del Texas che assieme a lui reclutò una nutrita schiera di futuri giocatori NFL come Rodrique Wright, Justin Blalock, Aaron Ross, Kasey Studdard, Lyle Sendlein, David Thomas, Selvin Young e Vince Young, in quella che è stata considerata come una delle classi di reclutamento migliori di sempre nella storia del football universitario.
Dopo non esser sceso in campo nella stagione 2002 in cui fu redshirt (poteva allenarsi ma non disputare incontri ufficiali con la squadra di football), nel 2003, suo anno da freshman, Robison giocò come middle linebacker, scendendo in campo in tutte e 13 le partite di stagione regolare e 3 volte come titolare, mise a segno 38 tackle (di cui 22 solitari), 4 tackle con perdita di yard, 1 fumble forzato e 4 calci bloccati.
Nel 2004 come sophomore passò a ricoprire il ruolo di defensive end destro disputando 12 incontri, tutti da titolare. Egli fu elemento chiave della difesa dei Longhorns che concesse durante la stagione regolare solamente 320,1 yard totali in media a partita, 107 yard su corsa in media a partita e 17,9 punti in media a partita. Egli fece registrare un personale di 48 tackle (27 solitari), 1,5 sack, 14 tackle con perdita di yard ed un intercetto messi a segno in stagione. A fine anno ricevette dall'Associated Press l'onorevole menzione All-Big 12.
Nel 2005, sua miglior stagione tra le file dei Longhorns, disputò nuovamente 12 incontri da titolare come membro di una difesa che si classificò a livello nazionale 10ª in yard concesse in media a partita (302,9), 33ª in yard su corsa concesse in media a partita (130,9), 8ª in punti concessi in media a partita (16,4) ed 8ª in yard su passaggio concesse in media a partita (170). A livello personale Robison fece un ulteriore passo in avanti sul piano delle statistiche, mettendo a segno 58 tackle (35 solitari), 7 sack (record stagionale di squadra), 15 tackle con perdita di yard, 3 fumble forzati e 2 fumble recuperati, venendo così premiato per il secondo anno consecutivo da Associated Press e Associazione degli Allenatori con l'onorevole menzione All-Big 12, venendo inserito nel First-team All-Big 12 Conference dall'Austin-American Statesman, nel Second-team da Dallas Morning News, Houston Chronicle, e Fort-Worth Star Telegrame. Con i Longhorns a fine anno vinse il campionato nazionale NCAA sconfiggendo per 41-38 gli USC Trojans della University of Southern California nel prestigiosissimo Rose Bowl, nel quale mise a segno un tackle.
Nel 2006, sua ultima stagione in Texas, disputò 12 gare su 13, scendendo 9 volte in campo come titolare (saltando un solo match per infortunio) e mettendo a segno 37 tackle (22 solitari), 5,5 sack, 9 tackle con perdita di yard ed il 6º calcio bloccato con la maglia dei Longhorns (record di tutti i tempi dell'università texana). A fine anno ricevette per il terzo anno consecutivo l'onorevole menzione All-Big 12.
Robison, che nei suoi 4 anni con i Longhorn si fece notare anche nel campo dell'atletica leggera, vincendo un titolo della Big 12 Conference nel lancio del disco e due nel getto del peso (disciplina nella quale arrivò anche secondo ai campionati nazionali NCAA nel 2006), chiuse la sua carriera universitaria con 181 tackle (106 da solo), 14 sack, 42 tackle con perdita di yard, 4 fumble forzati, 2 fumble recuperati ed un intercetto.

## Carriera professionistica

### Minnesota Vikings

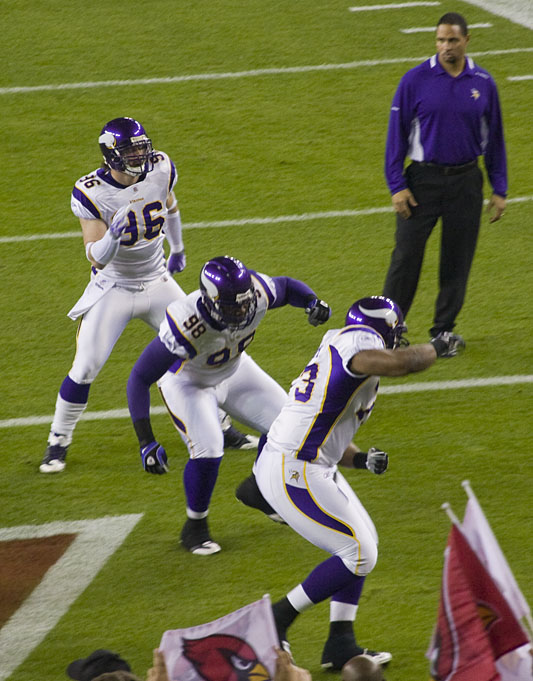
Robison (96) con due compagni di squadra nel pre-partita di Vikings-Cardinals del 2009.

Al Draft NFL 2007 Robison fu selezionato dai Minnesota Vikings nel quarto giro come 102º assoluto, quinto di nove Longhorns passati quell'anno in NFL (Michael Griffin (19º assoluto), Aaron Ross (20º assoluto), Justin Blalock (39º assoluto), Tim Crowder (56º assoluto), Tarell Brown (147º assoluto), Kasey Studdard (183º assoluto), Lyle Sendlein e Selvin Young scelti in seguito come undrafted free agent), in un'annata che vide eleggibili alcuni tra i più grandi talenti e protagonisti in NFL nel decennio a venire, come il compagno di squadra Adrian Peterson, Calvin Johnson, Darrelle Revis e Marshawn Lynch tanto per citarne alcuni.
Nel 2007 prese parte come rookie a tutti e 16 gli incontri della stagione regolare, scendendo in campo 5 volte come titolare (di cui 4 negli ultimi 4 match) mettendo a segno 26 tackle (20 solitari), 4,5 sack (di cui uno messo a segno ai danni di Brett Favre nel giorno in cui questi stabilì il nuovo record NFL per passaggi da touchdown) terminando terzo tra i rookie, ed un fumble forzato. A fine stagione fu inserito nell'All-Rookie Team stilato congiuntamente da Pro Football Weekly e Pro Football Writers of America.
Tra il 2008 ed il 2010, con l'arrivo di Jared Allen, Robison fu relegato al ruolo di defensive end destro di riserva e scese in campo complessivamente 47 volte su 48 match di stagione regolare, partendo due volte titolare nel 2010 (come defensive end sinistro) e collezionando 39 tackle (28 solitari), 9 sack, 2 fumble forzati e 2 fumble recuperati.

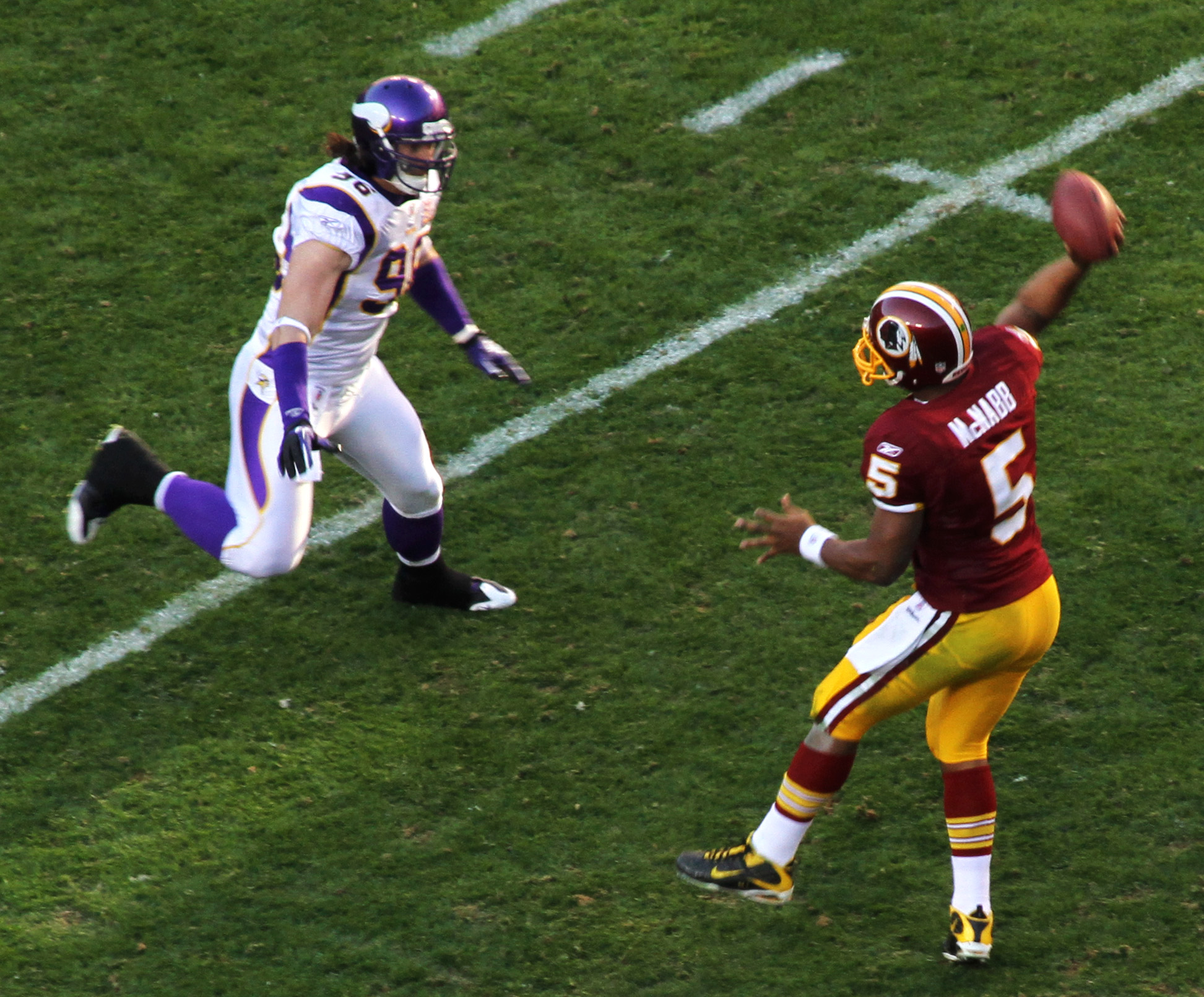
Robison alla caccia di Donovan McNabb durante Vikings-Redskins del.

Nel 2011, passato in pianta stabile a ricoprire il ruolo di defensive end sinistro, fu titolare in tutti e 16 gli incontri di stagione regolare disputati e fece registrare diversi primati personali come 44 tackle stagionali (27 solitari), 8 sack (secondo in squadra dietro i 22 di Allen), 3 fumble forzati e 2 fumble recuperati, contribuendo in maniera sensibile ai 50 sack stagionali dei Vikings che in tale stagione guidarono la lega e stabilirono il terzo miglior risultato della loro storia in tale statistica. A fine stagione siglò un prolungamento del contratto di 3 anni sino al termine della stagione 2014.
Nel 2012 disputò come titolare 15 incontri di stagione regolare, saltando solamente il penultimo match vinto dai Vikings a Houston contro i Texans. Robison, che migliorò il suo primato personale di sack in una singola stagione, mettendo a segno 8,5 sack (oltre a collezionare 37 tackle di cui 26 da solo, 3 fumble forzati ed un fumble recuperato), fu limitato da un infortunio che oltre a fargli saltare il match in programma a Houston, lo costrinse a giocare diverse partite con un dolore alla spalla.
Il 2013 iniziò per i Vikings con due sconfitte esterne contro i Detroit Lions ed i Chicago Bears, e fu proprio contro questi ultimi che Robison, recuperando un fumble forzato dal collega di reparto Jared Allen e ritornandolo in touchdown per 61 yard, mise a segno la prima marcatura in carriera. Egli inoltre mise a segno altri 2 tackle che si andarono a sommare ai 4 precedentemente messi a referto nella gara contro Lions. Nella terza gara della stagione i Vikings subirono una terza ed inaspettata sconfitta casalinga per mano dei Cleveland Browns, mentre Robison mise referto altri 3 tackle solitari ed il suo primo sack della stagione. Nella settimana 4, mise quindi a segno un solo tackle assistito nella prima vittoria stagionale dei Vikings, impegnati contro gli Steelers al Wembley Stadium di Londra in una delle due gare delle NFL International Series della stagione 2013.

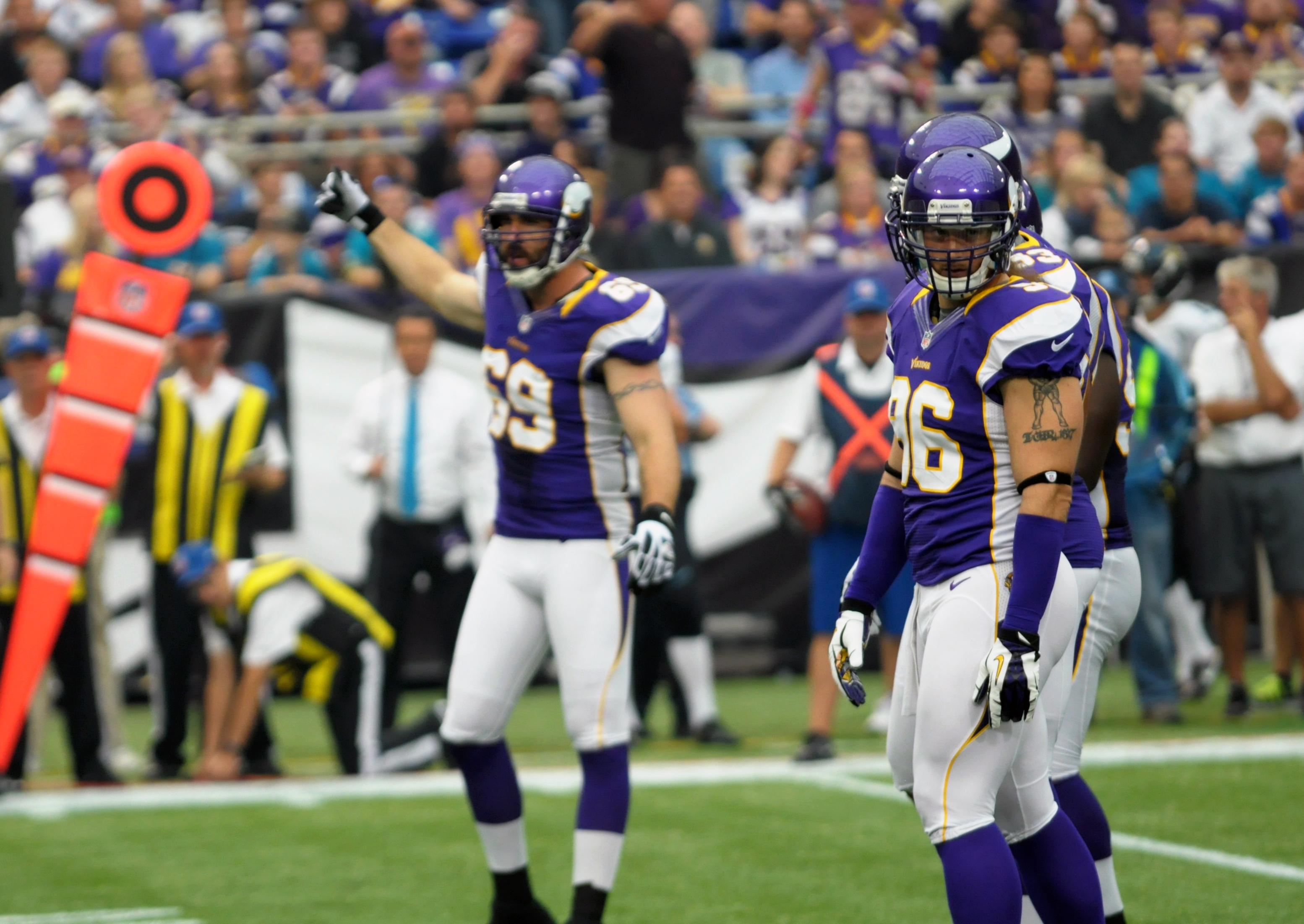
Robison nel primo incontro della stagione regolare.

Il 9 ottobre i Vikings annunciarono sul proprio sito internet di aver raggiunto un accordo con Robison per il prolungamento del contratto senza tuttavia render noti i termini economici dell'accordo. Quattro giorni dopo, nel match che vide i Vikings tornare alla sconfitta contro i Carolina Panthers (35-10 il punteggio finale), Robison mise a referto altri 3 tackle solitari ed un passaggio deviato. Dopo aver messo a segno 2 tackle assistiti nel Monday Night Football contro i New York Giants e 4 tackle (2 solitari e 2 assistiti) contro i Green Bay Packers nel Sunday Night della settimana 8, nella settimana 9 Robison salì a quota 3 sack stagionali, placcando due volte Tony Romo dietro la linea di scrimmage, oltre a mettere a segno altri 2 tackle solitari ma i Vikings persero 23-27 contro i Dallas Cowboys, rimediando così la settima sconfitta in 8 partite. La settimana seguente contro i Washington Redskins i Vikings ottennero la seconda vittoria stagionale per 34-27 in una partita in cui però Robison non brillò e per la prima volta in stagione, pur sceso in campo per l'8ª volta come titolare, non mise a referto alcuna statistica. Meglio andò la settimana seguente quando in casa dei Seattle Seahawks mise a segno un tackle e soprattutto guidò i Vikings con un sack messo a segno ai danni di Russell Wilson, ma i Vikings dopo essere rimasti in partita per metà gara nel secondo tempo collassarono ed uscirono sconfitti 20-41 dal CenturyLink Field.

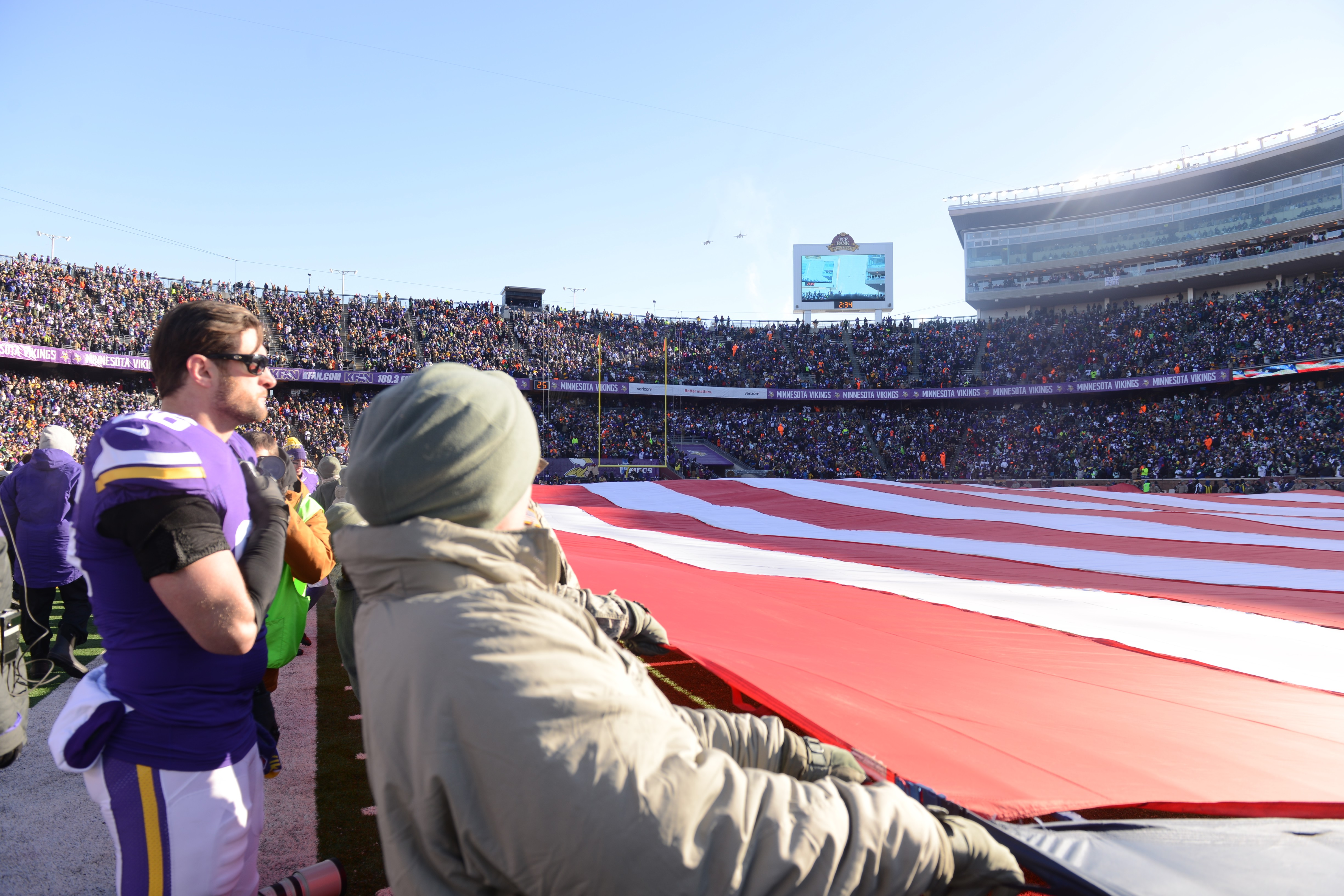
Robison durante l'esecuzione dell'inno americano nella gara dei playoff che vedeva opposti Seahawks e Vikings al TCF Bank Stadium.

Nella settimana 12, che vedeva i Vikings impegnati al Lambeau Field di Green Bay contro i Packers padroni di casa, mise a segno il 4º sack stagionale (ai danni di Scott Tolzien) in altrettante gare, confermandosi il pass rusher più in forma della sua squadra ed andando vicino al suo primato personale nell'arco di 4 gare consecutive pari a 4,5 sack messi a segno tra l'ottobre ed il novembre della stagione precedente. Robison, che nei tempi supplementari disputò al pari dei compagni di squadra un ottimo quarto d'ora in cui i Packers in 3 possessi palla riuscirono ad andare a segno in una sola occasione su field goal, mise in aggiunta a referto altri 4 tackle (uno solitario e 3 assistiti) mentre Minnesota uscì imbattuta dal Lambeau Field anche se con un solo punto (la partita terminò 26-26). La settimana successiva mise a segno un tackle solitario e soprattutto il 5º sack nelle ultime cinque gare che gli permise di rimanere al comando della propria squadra a pari merito con Allen, anch'egli salito a quota sei grazie ad un sack messo a segno nel medesimo incontro. La gara, che vedeva i Vikings impegnati al Mall of America Field contro i Bears, si chiuse sul 20-23 grazie ad un field goal da 34 yard trasformato da Blair Walsh che regalò ai Vikings la terza vittoria stagionale.

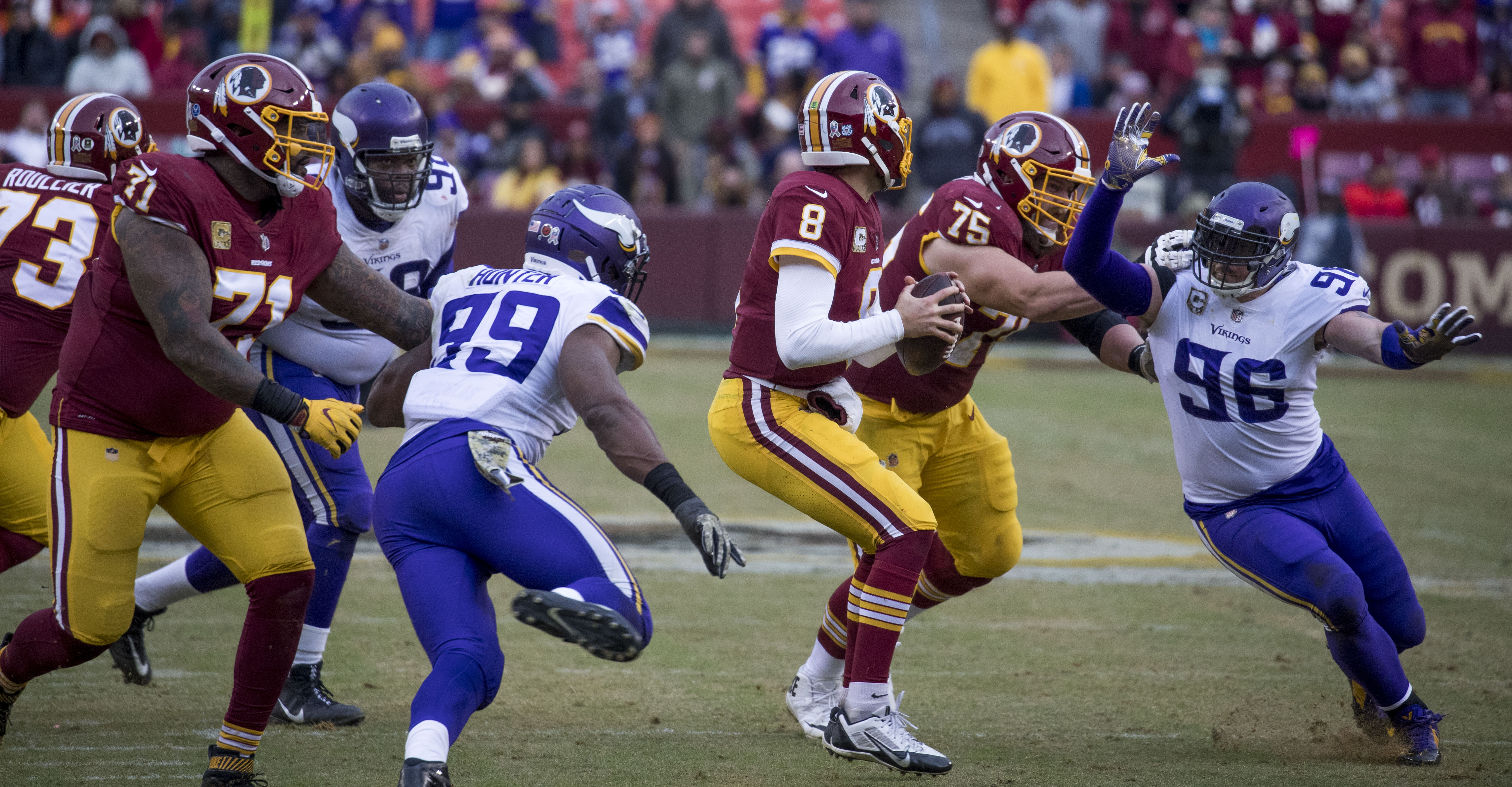
Robison (96) assieme al compagno di reparto Danielle Hunter mentre mette pressione al quarterback dei Washington Redskins Kirk Cousins nell'incontro di settimana 10 della stagione.

Nella gara di settimana 14, che vedeva i Vikings impegnati nell'insidiosa trasferta di Baltimora giocata in un innevato M&T Bank Stadium, contro i Ravens padroni di casa Robison mise a segno 3 tackle (2 solitari ed uno assistito) e, ai danni di Joe Flacco, il quarto sack in altrettante gare consecutive, continuando così la sfida con Allen, anch'egli salito a quota 7 sack stagionali. La prova tuttavia non fu tuttavia sufficiente ai Vikings per evitare la nona sconfitta stagionale, maturata proprio negli ultimi secondi dell'incontro quando la vittoria sembrava oramai alla portata degli uomini di Frazier. La settimana seguente, contro i Philadelphia Eagles che venivano da 5 vittorie consecutive, i Vikings tornarono alla vittoria nell'incontro casalingo terminato 30-48. Robison disputò ancora una volta una partita di spessore, mettendo continuamente pressione su Nick Foles ai danni del quale mise a segno ben 2 sack. A livello statistico fu questa inoltre la prima partita della stagione in cui sia lui che Allen chiusero la partita con 2 sack a testa messi a segno, rimanendo così appaiati a quota 9 alla guida della franchigia. Tuttavia nelle ultime due gare della stagione Robison mise a referto solo 6 tackle (mentre Allen centrò altri 2,5 sack), vendendo così sfumare il doppio obiettivo personale di chiudere la stagione alla guida della franchigia in sack e di andare in doppia cifra proprio in tale statistica. Egli comunque chiuse la stagione con 37 tackle totali e 3 passaggi deviati messi a referto e facendo segnare il proprio massimo stagionale in sack (9), venendo per questo inserito nell'USA Today Sports All-Joe Team, una formazione ideale stilata ogni anno dal popolare quotidiano USA Today che individua i migliori giocatori stagionali della lega mai convocati per il Pro Bowl.

## Palmarès

### Squadra

#### Università
- Campionato NCAA: 1

Texas Longhorns: 2005
- Rose Bowl: 2

Texas Longhorns: 2004, 2005
- Big 12 Championship: 1

Texas Longhorns: 2005
- Alamo Bowl: 1

Texas Longhorns: 2006

### Individuale

#### Università
- First-team All-Big 12: 1

2005
- Honorable Mention All-Big 12: 3

2004, 2005, 2006

#### Professionisti
- PFWA All-Rookie Team - 2007

## Statistiche
| Partite totali      | 173 |
| Partite da titolare | 103 |
| Tackle              | 204 |
| Sack                | 60  |
| Touchdown           | 1   |
| Intercetti          | 0   |
| Fumble forzati      | 13  |
| Fumble recuperati   | 8   |

Statistiche aggiornate alla stagione 2017